# Takashi Kojima
Takashi Kojima (jap. 小島 卓 Kojima Takashi; ur. 4 sierpnia 1973) – japoński piłkarz występujący na pozycji obrońcy.

## Kariera klubowa
Od 1995 do 2000 roku występował w klubach Kashiwa Reysol i Vissel Kobe.